# Ectropothecium novae-valesiae
Ectropothecium novae-valesiae är en bladmossart som beskrevs av Robert Root Ireland 1992. Ectropothecium novae-valesiae ingår i släktet Ectropothecium och familjen Hypnaceae. Inga underarter finns listade i Catalogue of Life.